# Gérard Mourou
Gérard Albert Mourou (Albertville, 22 juni 1944) is een Frans natuurkundige. Hij won in 2018 samen met Donna Strickland de helft van Nobelprijs voor Natuurkunde voor hun onderzoek in de laserfysica. De andere helft ging naar Arthur Ashkin voor zijn vinding van de optische laserpincet.

## Biografie
Mourou behaalde in 1967 zijn mastergraad in de natuurkunde aan de Université Grenoble-Alpes en promoveerde in 1973 aan de Universiteit Pierre en Marie Curie te Parijs. Aansluitend ging hij naar de Verenigde Staten, waar hij postdoc-onderzoek uitvoerde aan de San Diego State University. In 1977 werd hij hoogleraar aan de University of Rochester. Het was aan deze universiteit waar hij met zijn studente Strickland aan chirped pulse amplification (CPA) werkte waar ze de Nobelprijs voor kregen. 
Mourou was directeur van het laboratorium voor toegepaste optica van de École nationale supérieure de techniques avancées Paris (ENSTA),  hoogleraar aan de École polytechnique en emeritus hoogleraar aan de Universiteit van Michigan. Hij is een actieve pleitbezorger in de ontwikkeling van almaar krachtigere lasers voor nieuw onderzoek.
Ook is hij de initiatiefnemer en een van de drijvende krachten achter de Extreme Light Infrastructure (ELI), een Europees onderzoeksprogramma voor het meest geavanceerde laseronderzoek ter wereld. Laboratoria bevinden zich nabij Praag (Tsjechië), Szeged (Hongarije) en Magurele (Roemenië).